# John Ferry
John Douglass Ferry (né le 4 mai 1912 à Dawson City, Territoire du Yukon – mort le 18 octobre 2002 à Madison) est un biochimiste canadien qui s'est illustré dans la conception de dérivés du plasma sanguin et dans la chimie des grosses molécules,,,. Aux côtés de Williams et Landel, Ferry formula le principe d'équivalence temps-température et la relation empirique de Williams-Landel-Ferry relative aux variations de viscosité d'un polymère au voisinage de la transition vitreuse.

## Biographie
Ferry fait ses études secondaires dans un lycée rural de Murray (Idaho). Il n'a que 19 ans lorsqu'il obtient sa licence à l'université Stanford. Trois ans plus tard, il soutient sa thèse de doctorat et obtient un poste d'assistant au Centre d'études maritimes Hopkins de Stanford,.
En 1937, Ferry devient maître de conférences de biochimie à l’Université Harvard,,, puis en 1946 professeur assistant au Département de Chimie de l’université du Wisconsin à Madison, et professeur titulaire l'année suivante. Il préside le département de chimie de cet établissement de 1959 à 1967 et à ce poste, est cofondateur du Centre de recherche en Rhéologie,.
Ses mesures pionnières sur les écoulements cisaillés intermittents des liquides visqueux (1935) l'ont amené à dégager la notion de « viscosité complexe », qui tisse un lien entre la structure des molécules d'un fluide et sa viscosité macroscopique.